# Eriborus anomalus
Eriborus anomalus är en stekelart som först beskrevs av Tosquinet 1903.  Eriborus anomalus ingår i släktet Eriborus och familjen brokparasitsteklar. Inga underarter finns listade i Catalogue of Life.